# Fördraget i Aigun

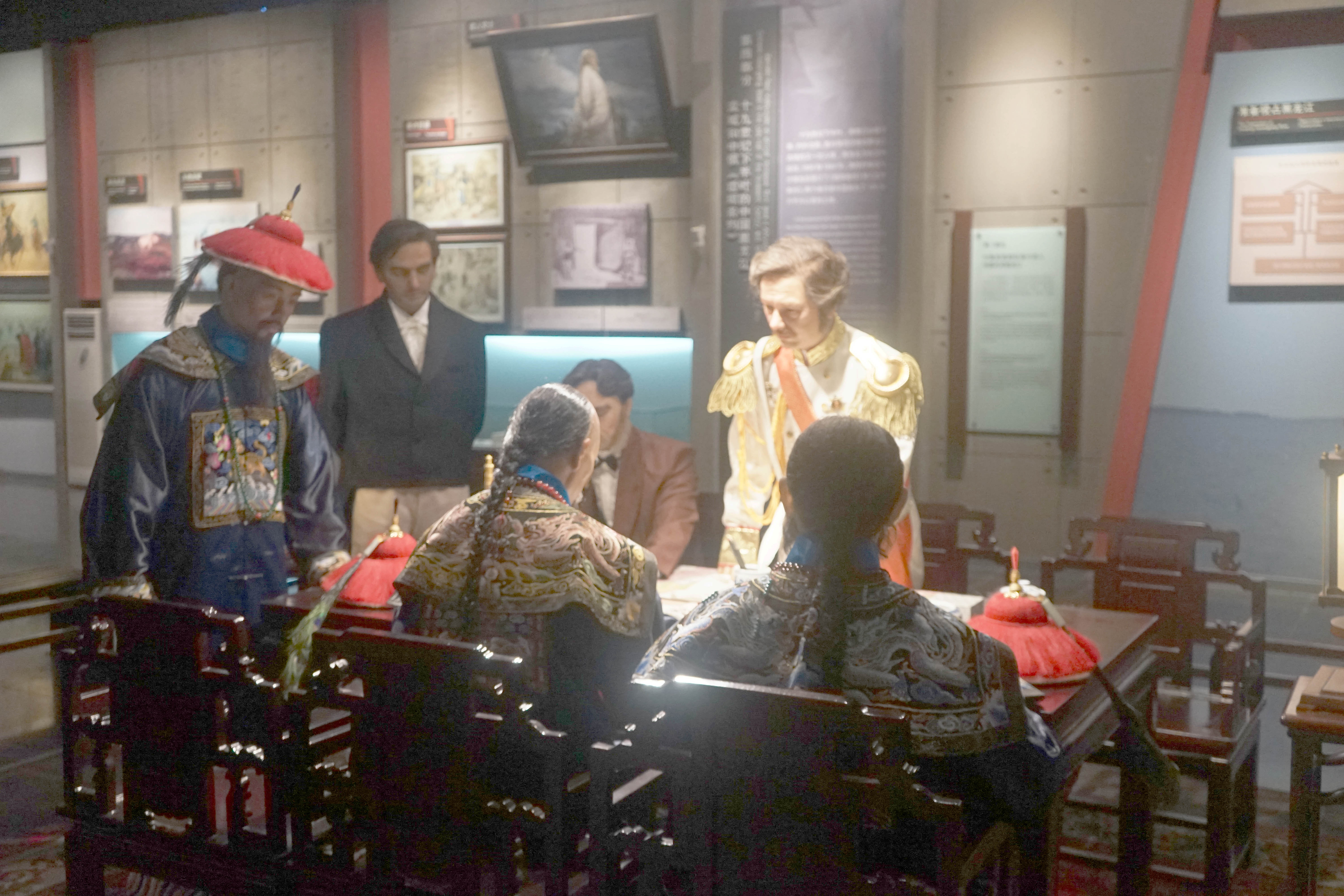
Scen över undertecknandet av Fördraget i Aigun på Aihuis historiska museum

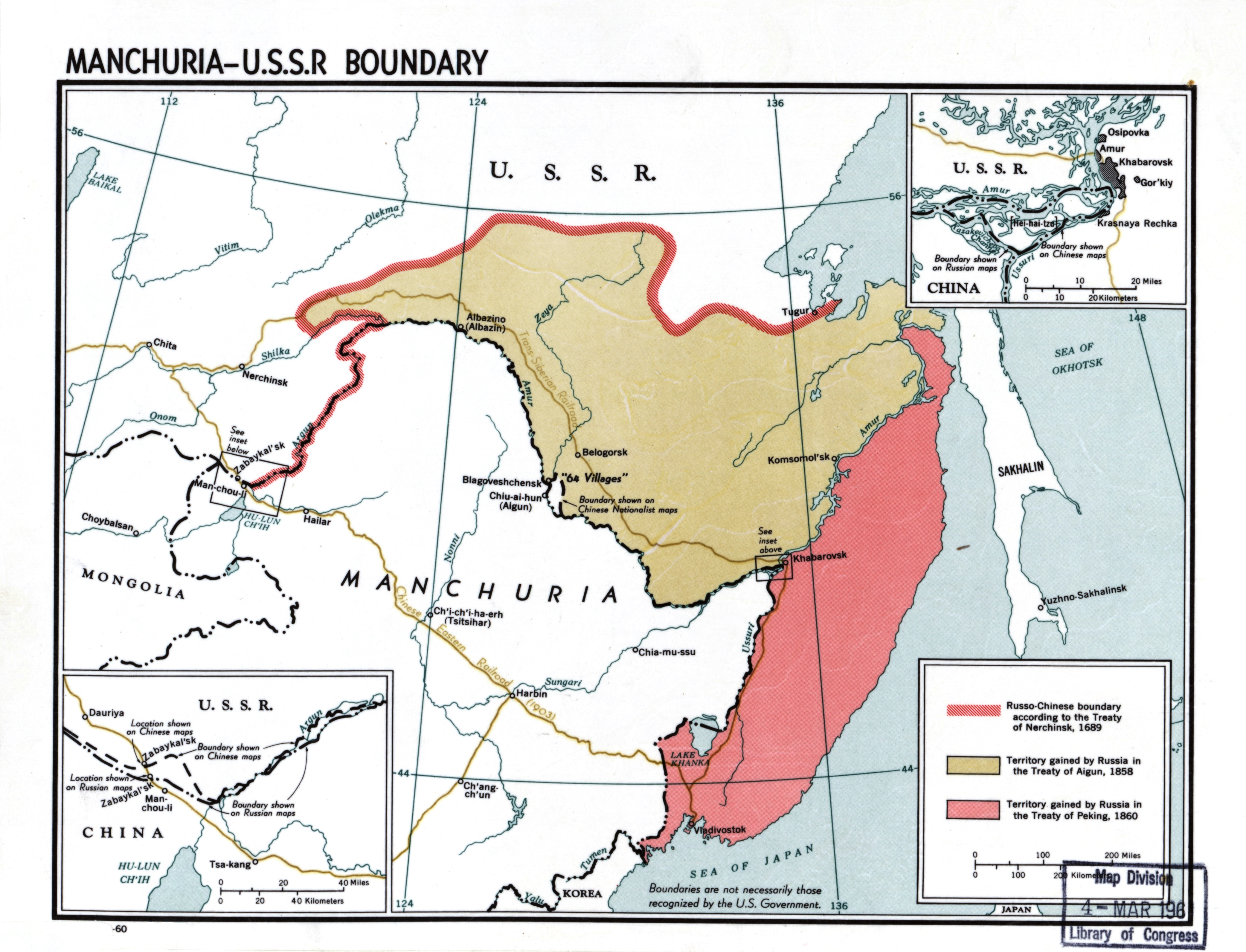
Gränsen mellan Kina och Ryssland. Det gula området markerar det område som Ryssland tillerkändes genom Fördraget i Aigun.

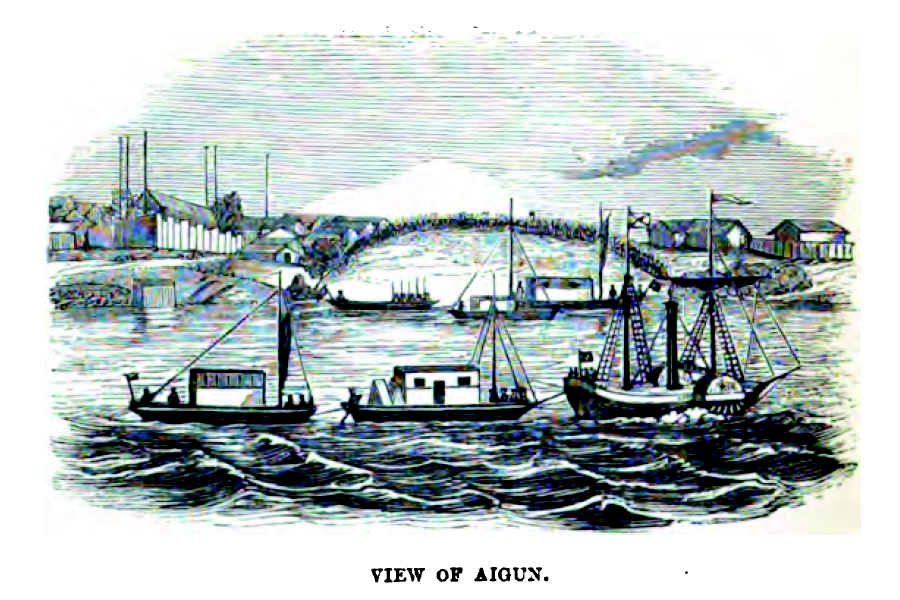
Staden Aigun, 1854

Fördraget i Aigun var ett fördrag mellan Ryssland och Kina, som ingick i den kinesiska staden Aigun (också känt som Aihui, i Heihe) vid Amurfloden 1858. 
Fördraget innebar en revision av Fördraget i Nertjinsk 1689. Sedan Katarina II:s styre 1762–1796 hade Ryssland strävat efter att få land vid Stillahavskusten. Steg för steg hade landet nått detta mål genom annektion av Kamtjatkahalvön och etablerandet av en flottbas i Petropavlovsk-Kamtjatskij 1740, flottbaser i Ryska Amerika och nära Amurs utlopp samt genom att uppmuntra ryssar att emigrera till området vid Amur. 
Förhandlingarna om Fördraget i Aigun började efter det att Kina hotats med krig på en andra front, samtidigt som landet undertryckte Taipingupproret. Fördraget ingicks mellan det ryska kejsardömet och Kina under Qingdynastin och ledde till etablering av den nutida rysk-kinesiska gränsen, genom att Kina avträdde Manchufolkets gamla hemland norr om Amurfloden.  Ryssland erhöll genom fördraget mer än 600 000 km² land.